# Anyphops lignicola
Anyphops lignicola is een spinnensoort uit de familie van de Selenopidae.
De wetenschappelijke naam van de soort werd in 1937 als Selenops lignicolus (onjuist vervoegd als "lignicolus") gepubliceerd door Reginald Frederick Lawrence.